# Bureau de la représentante spéciale du secrétaire général chargée de la question des violences sexuelles en conflit
Le Bureau de la représentante spéciale du secrétaire général chargée de la question des violences sexuelles en conflit est un bureau du secrétariat des Nations unies chargé de servir de porte-parole et de défenseur politique des Nations unies en matière de violence sexuelle liée aux conflits. Le représentant spécial occupe le rang de sous-secrétaire général des Nations unies et préside l'action des Nations unies contre la violence sexuelle dans les conflits. Le bureau est créé par la résolution 1888 du Conseil de sécurité, présentée par Hillary Clinton, et la première représentante spéciale, Margot Wallström, a pris ses fonctions en 2010.